# Riky Rick

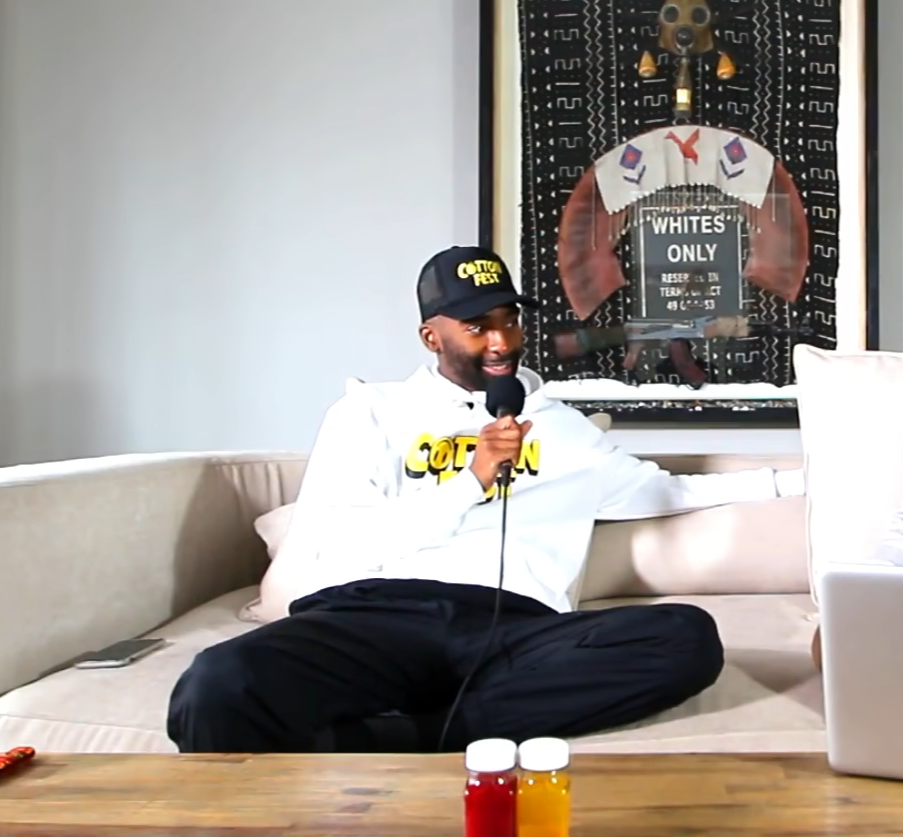
Riky Rick, 2020

Rikhado Muziwendlovu Makhado, bekannt als Riky Rick (* 20. Juli 1987 in KwaMashu, KwaZulu-Natal; † 23. Februar 2022 in Johannesburg), war ein südafrikanischer Rapper, Sänger und Songwriter. Er war Mitglied von Boyz N Bucks, Gründer und Besitzer des Plattenlabels Cotton Club Records und wurde bekannt für sein Lied Boss Zonke von seinem Album Family Values.
Erste Aufmerksamkeit erhielt Ricky Rik 2009 und 2010, als er mit Da L.E.S. Mixtapes wie The Comeback Kid und Last Summer veröffentlichte. Er wurde 2014 mit seiner Single Nafukwa bekannt.
Rick gewann den MTV Africa Music Awards 2015 in der Kategorie Video of the Year sowie zwei South African Hip Hop Awards 2021 in den Kategorien Best Collaboration und MVP/Hustler of the Year.
2019 war er Juror der dritten Staffel von The Voice South Africa.
Makhado starb am 23. Februar 2022 im Alter von 34 Jahren in Johannesburg. Er litt an Depressionen; als Todesursache wurde Suizid angegeben.